# Simultánní tlumočení
Simultánní tlumočení (SI) je ústní jazykový převod, při kterém tlumočník převádí sdělení z výchozího do cílového jazyka souběžně při projevu řečníka. Na rozdíl od konsekutivního tlumočení nenarušuje tento způsob přirozený tok řeči mluvčího a umožňuje poměrně plynulý poslech na straně příjemců.

## Historie
Za oficiální datum počátku simultánního tlumočení je považován Norimberský proces (1945-1946), ačkoliv vzniklo již roku 1926, kdy si tento typ tlumočení nechal patentovat Alan Gordon Finlay, zaměstnanec společnosti IBM. Před druhou světovou válkou bylo však simultánní tlumočení využíváno jen minimálně. Spolu s americkým podnikatelem a filantropem Edwardem Filenem hrál Finlay klíčovou roli při návrhu a vývoji zařízení pro tento druh tlumočení.
Edward Filene napsal již 2. dubna 1925 dopis siru Drummondovi, ve kterém byl poprvé v dochované historii popsán koncept simultánního tlumočení. Filene zde představuje svou myšlenku, podle které by bylo možné využít simultánní tlumočení ve Společnosti národů. V dopise píše:
Jeden kvalitní mikrofon bude před stojanem nebo podstavcem u řečníka snímat jeho slova. Tento mikrofon bude přes zesilovač připojen k několika sluchátkům s mikrofony, které budou umístěny ve vedlejší tiché místnosti. Zvuk od řečníka bude přenesen do sluchátek, která budou mít tlumočníci v kabině, nebo na určeném místě v místnosti. Tlumočnická kabina bude vybavena běžným telefonním stojanem, na kterém bude připevněn vysoce kvalitní mikrofon pro spojení na krátkou vzdálenost. Ten bude připojen přes další zesilovač k několika sluchátkům umístěným v předem určené části posluchárny nebo jednacího sálu. Tlumočníci by tak projev překládali souběžně s přednesem původního projevu. Zpoždění by spočívalo jen v nahrávání projevu a schopnosti tlumočníka překládat přímo a rychle z vlastních stenografických poznámek.
Jednání během Norimberského procesu byla oficiálně vedena ve 4 jazycích: angličtině, francouzštině, němčině a ruštině. Kvůli obavám, že by konsekutivní tlumočení jednání výrazně zpomalilo, byla zavedena zcela nová technika simultánního tlumočení. Tlumočník při tomto typu tlumočení poslouchá řečníkův projev ve výchozím jazyce a ústně jej překládá prostřednictvím sluchátek a mikrofonů do jiného jazyka souběžně při projevu řečníka, tedy simultánně. Tlumočníci byli podle jazyků rozděleni do čtyř sekcí, přičemž v každé sekci tlumočili ze zbývajících 3 jazyků do svého mateřského jazyka. V anglické tlumočnické kabině byli tedy tři tlumočníci, přičemž jeden tlumočil z němčiny do angličtiny, druhý z francouzštiny do angličtiny a třetí z ruštiny do angličtiny. Obžalovaným, kteří neovládali žádný ze čtyř úředních jazyků, byli zajištěni konsekutivní tlumočníci. Během soudních řízení zazněly i jazyky jako jidiš, maďarština, čeština, ukrajinština a polština.
Tlumočníci byli vybírání a zkoušeni v zemích, kde se hovořilo výše zmíněnými jazyky: ve Spojených státech, Velké Británii, Francii, Sovětském svazu, Německu, Švýcarsku, Austrálii a ve zvláštních případech také v Belgii či Holandsku. Tito tlumočníci byli často původně překladatelé, příslušníci armády či lingvisté, někteří z nich byli již zkušení konsekutivní tlumočníci, jindy to byli i prostí lidé či čerství absolventi středních škol, kteří se pohybovali v mezinárodním a vícejazyčném prostředí. Věřilo se, že nejlepší tlumočníci jsou tací, kteří mají široký kulturní rozhled, encyklopedické znalosti, zvídavost a přirozeně klidnou povahu.
Vznik simultánního tlumočení způsobil revoluci v řešení vícejazyčných problémů na tribunálech a konferencích, bez něj by nemuselo být možné Norimberský proces vůbec uskutečnit. Po jeho skončení nalezli někteří tlumočníci uplatnění v nově vzniklé Organizaci spojených národů.

## Výhody a nevýhody
Při simultánním tlumočení nedochází k dlouhým pauzám, při kterých by si mohl tlumočník řeč dopředu promyslet, proto mohou posluchači plynule poslouchat projev ve svém jazyce bez delších prodlev. Simultánní tlumočení se tedy nejlépe hodí pro velké akce a konference, kde by prodleva v projevu mohla danou událost narušit.
Na druhou stranu může být simultánní tlumočení pro tlumočníky stresující, protože musí vyvinout značné úsilí ve velmi omezeném časovém úseku a obvykle znají dané téma, ale ne konkrétní obsah projevu předtím, než jej uslyší. Simultánní tlumočníci se také musí snažit napodobit podobný tón hlasu i zvolený rejstřík slov, což nároky ještě zvyšuje.

## Druhy tlumočení
- Simultánní tlumočení s elektronickým zařízením – při tomto druhu tlumočení je informace do cílového jazyka převedena poté, co tlumočník porozumí tzv. jednotce významu[5]. Řečník i tlumočník hovoří do mikrofonů, přičemž tlumočníci i posluchači používají sluchátka.

- Šeptání neboli šušotáž – simultánní tlumočení bez jakéhokoli zařízení. Princip tlumočení je stejný, jen se při něm nepoužívají žádné mikrofony ani sluchátka. Simultánní tlumočníci sedí vedle osob, které nerozumí výchozímu jazyku a tlumočí šeptem do jejich uší[5].

## Zařízení
Běžné konferenční tlumočnické vybavení usnadňuje poslech, aby bylo tlumočníkům dobře rozumět. Jak vypadá simultánní tlumočení s běžným vybavením:
1. Řečník mluví do mikrofonu.
2. Řečníkův projev je přenášen do sluchátek tlumočníka, který sedí ve zvukotěsné tlumočnické kabině.
3. Během poslechu souběžně s řečníkem překládá jeho řeč do mikrofonu.
4. Přetlumočený projev je bezdrátově přenášen do sluchátek účastníků akce.

## Typy tlumočnických zařízení

#### Infračervená zařízení
Tato technologie využívá k přenosu tlumočení neviditelné záření infračerveného světla. Zvukový signál putuje do sluchátek posluchačů přes vícekanálové přijímače.
- Signál je citlivý na mechanické překážky, přijímač tedy musí být umístěn před posluchači tak, aby na něj bylo přímo vidět.
- Signál je rušen například i záclonami či závěsy,
- nebo také velmi jasným či blikajícím světlem.
- Dosah lze prodloužit použitím více infračervených vysílačů najednou.

#### Ruční zařízení s frekvenční modulací (FM) středního dosahu
Tyto systémy využívají k přenosu řeči (ať už té původní či přetlumočené) rádiové vlny. Stejně jako u infračerveného přenosu jsou zařízení s frekvenční modulací připojeny k vícekanálovým přijímačům se sluchátky.
- Zařízení s FM jsou lehké a snadno přenosné.
- Systémy využívající pro přenos rádiové vlny nejsou v porovnání s infračerveným zářením tak náchylné na překážky, takže mohou pronikat přes zdi a jiné pevné objekty. Navíc nejsou citlivé na světlo a dobře fungují i venku.
- Hlavní nevýhodou je ale omezený dosah (přibližně 75 m).

#### Přenosné zařízení s frekvenční modulací (FM) delšího dosahu
Pokud je nutné zajistit tlumočení na vzdálenost delší než cca 300 m, je třeba využít FM zařízení s delším dosahem. To je ovšem vykoupeno větší váhou těchto zařízení. Jsou stále přenosná, ale jejich přemístění je ve srovnání se systémy FM středního dosahu obtížnější.
- Na druhou stranu však větší výkon zajistí lepší potlačení rádiového rušení, což ve výsledku přináší vyšší kvalitu přenášeného zvuku.
- Pokud je nutné zajistit tlumočení pro větší počet účastníků, bývají tato zařízení také cenově výhodnější oproti systémům se středním dosahem.
- Jejich největší nevýhoda spočívá v tom, že nejsou příliš snadno přemístitelné. Obvykle bývají na místě připevněny, takže se od nich posluchači a řečníci nemohou příliš vzdálit.

## Tlumočnické kabiny
Tlumočnické kabiny bývají nezbytnou součástí běžného vybavení pro simultánní tlumočení. Vytvářejí zvukotěsné pracovní prostředí, které je přímo nutností na velkých konferencích, kde bývá celkem rušno a při kterých musí tlumočníci zvládat vysokou míru stresu.
Kabina může mít podobu malé místnosti, nebo může být přenosná. Obě varianty jsou přísně regulovány normami pro tlumočnické zařízení Mezinárodní organizace pro normalizaci (ISO).
Lze je dělit i podle velikosti a tvaru na malé stolní kabiny a na kabiny v plné velikosti. Jak už název napovídá, ty první ze zmíněných lze umístit na horní část stolu, mezi jejich přednosti patří snadné sestavení i jednoduchá přeprava. Na druhou stranu je ale jejich zadní strana otevřená, tudíž nejsou zvukotěsné, což může pracovní podmínky pro tlumočníky ztížit.
Kabiny v plné velikosti vypadají jako vlastní místnost, mají stěny, strop, dveře a vlastní ventilaci vzduchu. Obvykle jsou tyto tlumočnické kabiny určeny pro dva tlumočníky, ale v těch větších mohou pracovat i čtyři. Pochopitelně je ale nelze jednoduše přemístit ani sestavit – k tomu je zapotřebí alespoň několik techniků.
- Tlumočníci musí mít dobrý výhled na řečníky, pódium a prezentace[8].
- Kromě toho potřebují také vynikající přístup k internetu.
- Musí mít k dispozici dostatečný počet elektrických zásuvek pro své notebooky, tablety a další zařízení, která mohou potřebovat k práci.
- Vysoká kvalita vzduchu patří mezi další nutnosti, k tomuto účelu se uplatní senzory CO2.
- Větrání by mělo být co nejtišší, aby měli tlumočníci co možná nejlepší akustické podmínky a aby byla zajištěna ta nejlepší možná zvuková izolace od ostatních kabin.

## Tlumočnické aplikace
Alternativou k tradičním tlumočnickým zařízením jsou dnes také mobilní aplikace. Odborníci na informační technologie se zaměřením na simultánní tlumočení vyvinuli software, který lze použít samostatně nebo je možné jej propojit s tradičním tlumočnickým vybavením.
Tyto aplikace okamžitě přenášejí zvuk do telefonů posluchačů přes wi-fi nebo mobilní data. Projev řečníka je přenášen k tlumočníkům, od kterých je poté zvuk přenášen speciálním vysílačem nebo tradiční konzolí. Tlumočníci mohou takto pracovat i na dálku, v tom případě pak již není potřeba využívat tlumočnické kabiny. I publikum poté může přetlumočený projev poslouchat odkudkoli.